# Edme François Julien Botot
Edme François Julien Botot (Parijs, 7 april 1735 - Saint-Germain-en-Laye, Parijs, 12 januari 1793) was een tandarts en kaakchirurg die als lijfarts van koning Lodewijk XV van Frankrijk diende. Hij ontwikkelde een vroeg soort mondwater en tandpasta voor het slechte gebit van de koning. Julien Botot was op het gebied van mondhygiëne zijn tijd ver vooruit omdat hij het belang van een goede mondhygiëne inzag. Zijn idee was dat iedereen door goede hygiëne, zonder tussenkomst van de tandarts, de gezondheid van het gebit en tandvlees kon verwezenlijken.

## Levensloop
Botots ouders behoorden tot de  bourgeoisie. Zijn vader Jean Edme Botot (1691-1738) was koopman en gehuwd met een dochter van een koopman die op jonge leeftijd overleed. Jean Edme hertrouwde in 1721 met Elisabeth-Charlotte Murat. Het echtpaar kreeg twee zonen: Louis Antoine Edme en Edme François Julien. 
Botot trad in 1760 toe tot de Bourgondische Gendarmes, een elite-eenheid van de koninklijke cavalerie. Tijdens de Zevenjarige Oorlog (1756-1763) raakte hij, tijdens een veldtocht naar Duitsland, ernstig gewond door een val van zijn paard in 1761. Hij bleef kreupel, waardoor een verdere militaire loopbaan werd bemoeilijkt.
Hij besloot voor tandarts te gaan studeren en slaagde voor 1770 voor het examen in Saint Côme. Zijn eerste publicatie was voor 1770 in het medisch tijdschrift Observations getiteld  Observations sur la suppuration des gencives ("observaties over het etteren van het tandvlees"). Zijn belangstelling voor dit onderwerp was al duidelijk toen hij in 1755 op 20-jarige leeftijd een antiseptisch mondwater ontwikkelde, Eau de Balsamico, dat later verkocht werd als Eau de Botot.
Hij werkte ongeveer vijftien jaar in de Rue des Noyers, waar hij gratis onderwijs in tandheelkunde gaf. Ook verkocht hij hier zijn Eau de Botot. In 1786 werd de verkoop voortgezet in het klooster Saint Jacques (Clôitre de l'Hopital Saint-Jacques aux Pèlerins) in Parijs.
Naast zijn tandartspraktijk onderhield Botot nog lange tijd zijn militaire carrière. Op 5 september 1776 werd hij toegelaten als onderofficier in het Hôtel des Invalides. Op 15 maart 1778 kreeg hij promotie tot luitenant. Daarna werd hij overgeplaatst naar de École des Enfants de l'Armée. In 1791 werd hij benoemd in de orde van Saint Louis en op 20 april 1791 kreeg hij een pensioen van 3.000 pond, waarna hij het leger verliet. Hij stierf kinderloos op 12 januari 1793 in zijn woning in de Rue de Mantes in Saint-Germain-en-Laye.

## Publicaties (deels commercieel)
- (1770), Observations sur la suppuration des gencives. Journal de Médecine, Chirurgie, Pharmacie.
- 1771, Observations sur l’extraction d’une dent à la suite de laquelle le sinus maxillaire s’est trouvé ouvert.
- 1772, Moyens commodes et suffisants pour s’entretenir la bouche saine.
- 1772. Lettre à Messieurs les auteurs du Journal des Sçavans.
- 1777, Moyens façiles et Sûrs de Conserver les Dents.
- 1782, Eau balsamique et spiritueuse approuvée par la Faculté et la Société Royale de Médecine.
- 1783, Moyens sûrs pour conserver les dents et calmer les douleurs qu’elles occasionnent, avec quelques remarques sur les puissants effets de l’Eau balsamique et spiritueuse.
- 1784, Le chirurgien-dentiste.